# كأس الاتحاد السوفيتي
كأس الاتحاد السوفيتي (بالروسية: Кубок СССР) كانت مسابقة كأس كرة القدم الأولى في الاتحاد السوفيتي التي أنشئها الاتحاد السوفيتي لكرة القدم. الفائز البطولة كان يتأهل الي كأس الكؤوس الأوروبية إلى أن أصبحت مؤهلة لدوري أبطال أوروبا.
أول فرق شارك في كأس الكؤوس الأوروبية كات فريق دينامو كييف الذي فاز سنة 1965-66 (1385هــ)